# Überladewagen

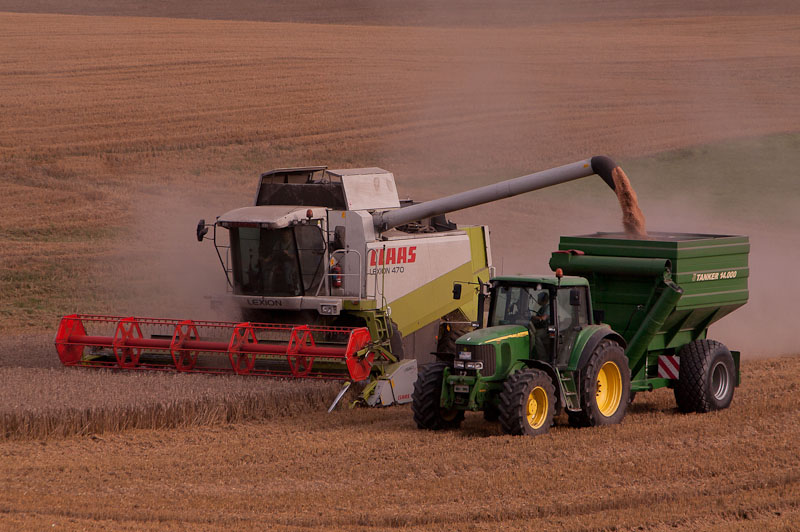
Überladewagen bei der Übernahme von Getreide vom Mähdrescher

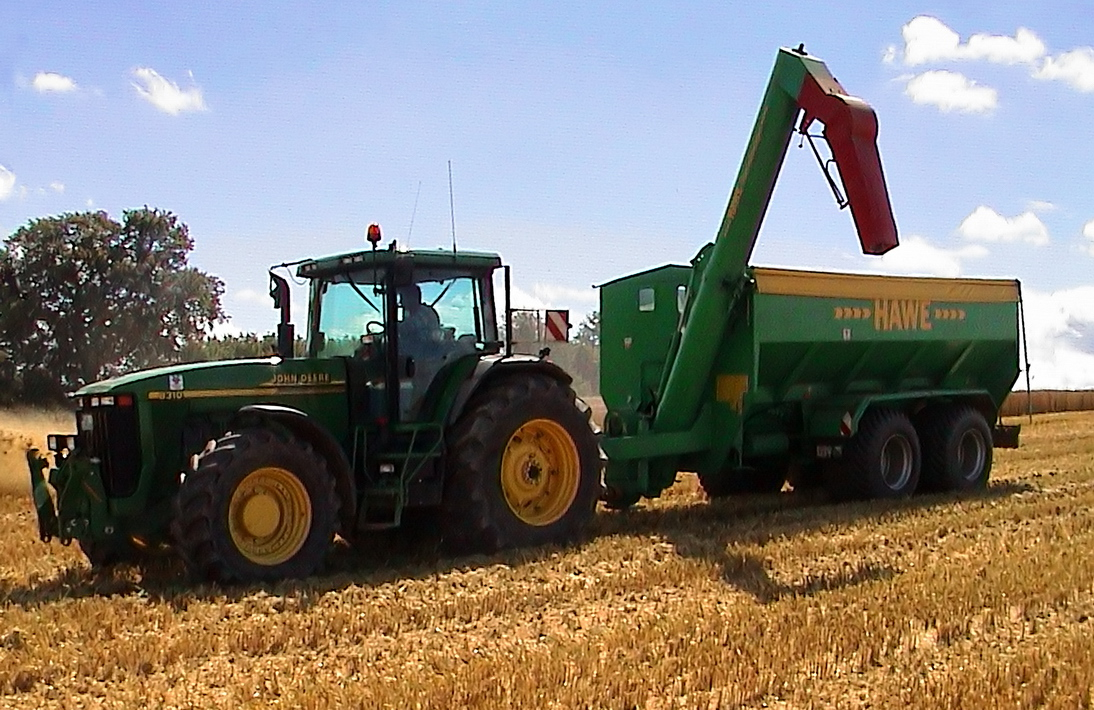
Überladewagen mit Förderschnecke und Abtankrohr

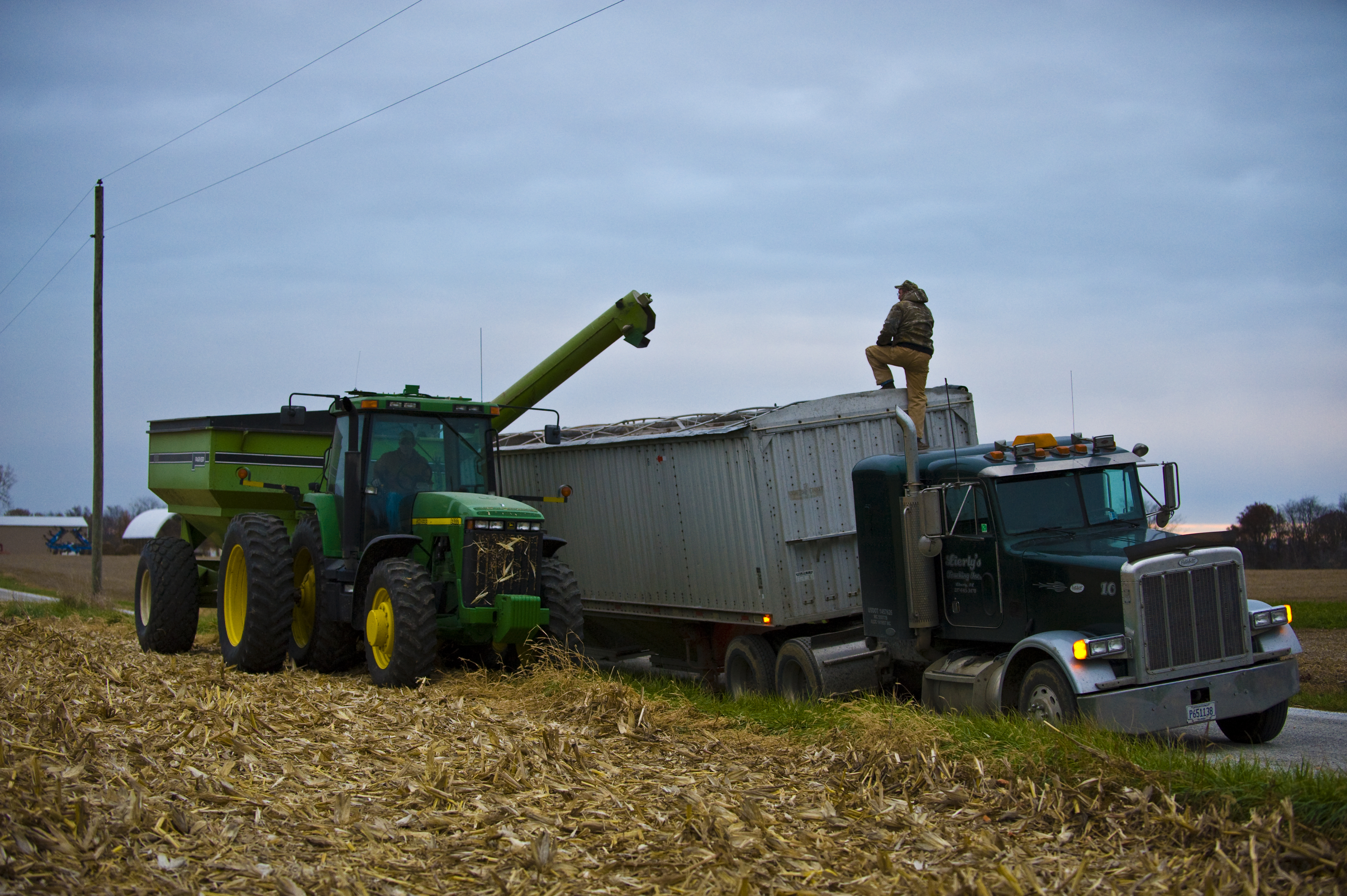
Übergabe des Erntegutes auf den am Feldrand wartenden Lkw

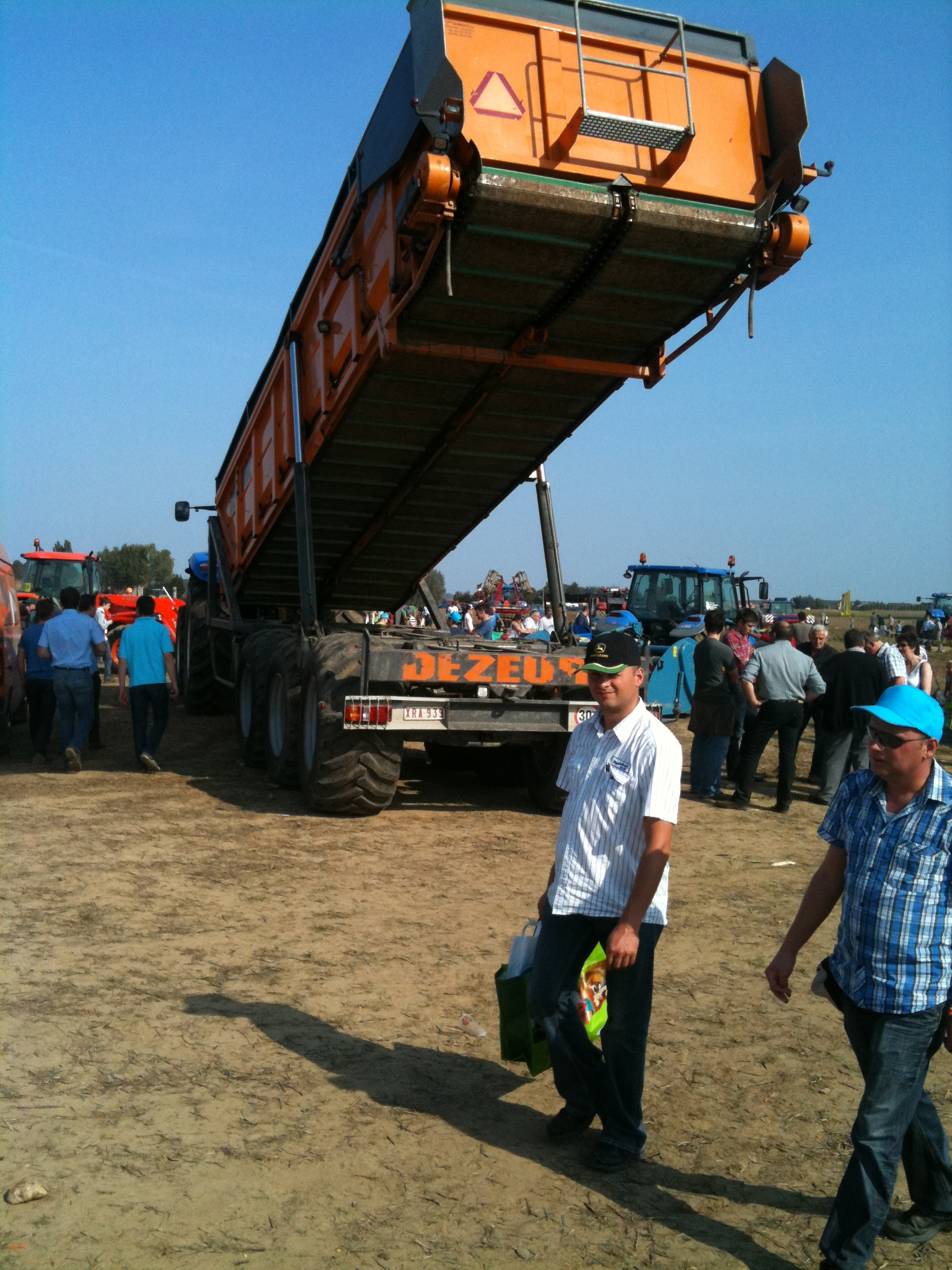
Überladewagen für feuchte Erntegüter wie Maissilage

Ein Überladewagen ist ein landwirtschaftlicher Transportanhänger mit speziellen Vorrichtungen zum besonders schnellen Überladen des Transportguts auf Straßentransportfahrzeuge. Er dient als Hilfsgerät beim Einsatz großdimensionierter Erntetechnik, um diese möglichst effizient einzusetzen.

## Technik
Die Wagen werden regelmäßig von einem Traktor gezogen. Meist wird mit Hilfe von Förderschnecken und einem Abtankrohr überladen, vergleichbar mit den Vorrichtungen an Mähdreschern zur Entleerung des Korntanks. Bei einer anderen Bauform wird die Ladewanne mit Hilfe einer Hydraulik angehoben und seitlich gekippt oder über einen Kratzboden entleert.

## Verfahren
Da beispielsweise bei der Getreideernte mit leistungsfähigen Mähdreschern in kurzer Zeit große Mengen an Erntegut anfallen, wird dieses häufig mit Lastkraftwagen abgefahren. Um aber ein Steckenbleiben nicht geländegängiger Lastkraftwagen auf dem Feld zu vermeiden, wird das Erntegut mit dem Überladewagen von der Erntemaschine zum am Feldrand wartenden Lastkraftwagen verbracht. Dabei ist eine intensive Kommunikation zwischen Abfahrer und Erntemaschine notwendig, damit unnötige Leerfahrten vermieden werden und die Erntemaschine nicht warten muss. Gleichzeitig sollten Fahrten mit vollem Überladewagen an Steigungen vermieden werden. In jedem Fall ist ein leistungsstarker Traktor nötig, der bei den Straßentransporten oder der Bodenbearbeitung fehlt. In der Regel wird fliegend überladen, das heißt die Erntemaschine erntet weiter, während sie ihren Vorratsbehälter auf das nebenherfahrende Fahrzeug in kurzer Zeit entleert. Bei der Getreideernte bedient ein Überladewagen je nach Flächenzuschnitt bis zu drei Mähdrescher nacheinander. Überladewagen lohnen sich überwiegend bei großen Schlaglängen. Auf kleineren Flächen ist der Vorteil des Überladewagens klein, da der Anteil an Rangierarbeiten bei den ersten Umrundungen des Feldes sehr groß ist. Hier wird er teils als Zwischenlager genutzt, bis das nächste Transportfahrzeug angekommen ist.
Speziell ausgerüstete Überladewagen werden auch für feuchte Erntegüter wie Maissilage genutzt. Hier geht es überwiegend darum, eine möglichst große Bodenschonung zu erreichen. So müssen keine Kompromisse bezüglich der Leichtzügigkeit und Transportkapazität auf der Straße gemacht werden.

## Weitere Einsatzmöglichkeiten
Überladewagen finden auch bei der Bestückung von Drillmaschinen oder Düngerstreuern Einsatz.

## Mother Bin

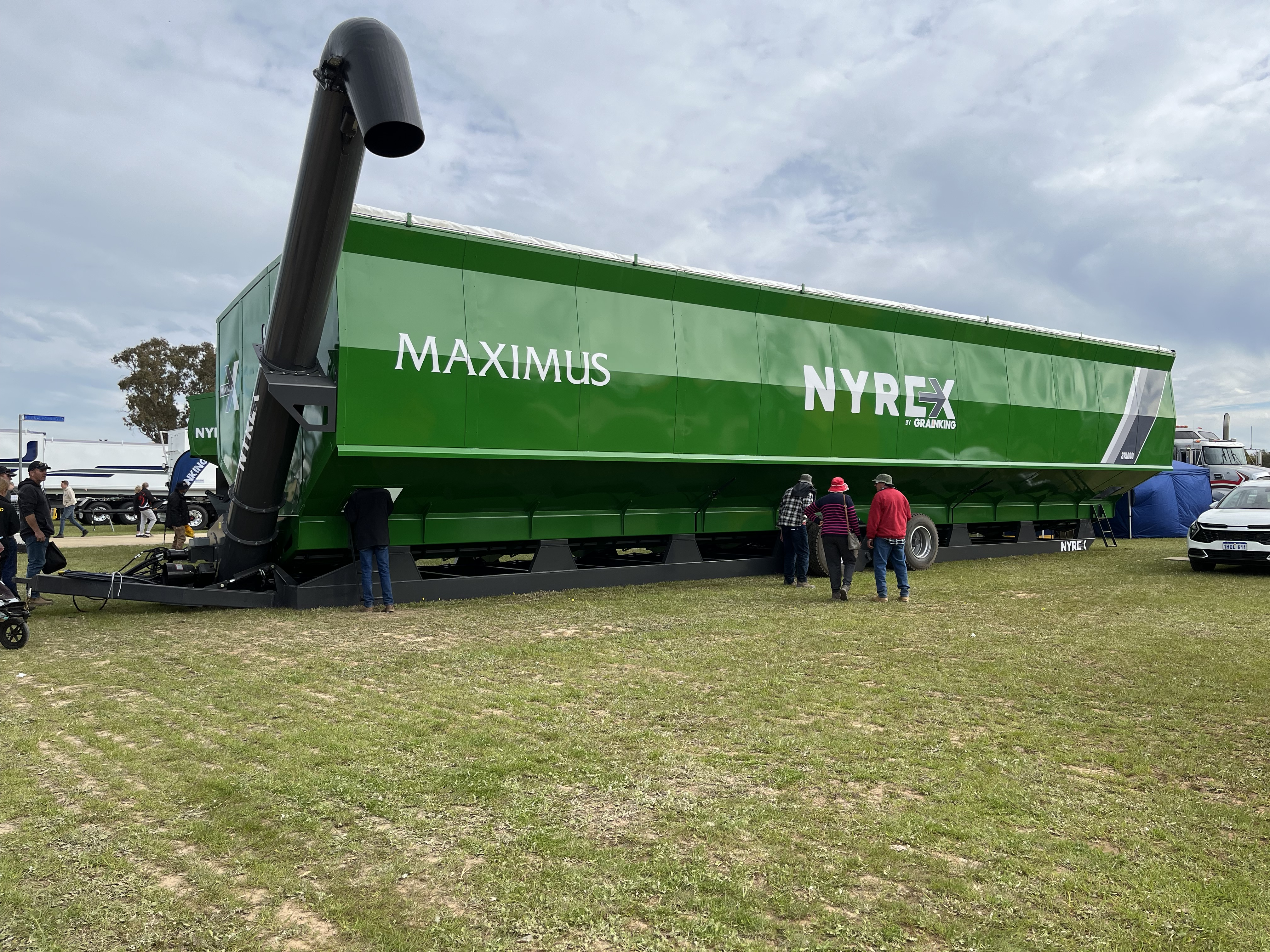
Mother bin Maximus II 300T von NYREX
Abmessungen: (B×H×L) 5,4×4,7×19,5 m

In Australien wurde, aufgrund der vorherrschenden Feldgrößen und damit verbundenen langen Transportwege zwischen Drescher und Feldrand, die Sonderform eines stationären Feldrandpufferspeichers, der sogenannten „Mother bin“ (dt. Muttersilo) oder „Field bin“ (dt. Feldsilo) entwickelt. Diese können ein Fassungsvermögen von bis zu 140 m³ besitzen. Sie sind zwar ein Überladewagen, werden aber aufgrund ihrer Größe und des Gewichts nicht zum Abfahren genutzt, sondern stehen am Feldrand zum Abtanken an LKWs und können auch nur leer bewegt werden. Andere Großflächenagrarländer wie die USA und Kanada haben dieses Prinzip übernommen.